# Doboka
Doboka è una suddivisione dell'India, classificata come town committee, di 11.043 abitanti, situata nel distretto di Nagaon, nello stato federato dell'Assam. In base al numero di abitanti la città rientra nella classe IV (da 10.000 a 19.999 persone).

## Geografia fisica
La città è situata a 26° 7' 0 N e 92° 52' 0 E e ha un'altitudine di 61 m s.l.m..

## Società

### Evoluzione demografica
Al censimento del 2001 la popolazione di Doboka assommava a 11.043 persone, delle quali 5.788 maschi e 5.255 femmine. I bambini di età inferiore o uguale ai sei anni assommavano a 2.002, dei quali 1.013 maschi e 989 femmine. Infine, coloro che erano in grado di saper almeno leggere e scrivere erano 6.381, dei quali 3.692 maschi e 2.689 femmine.